# Saint-Alexis (Quebec)
Saint-Alexis (AFI: /sɛ̃talɛksi/), antiguamente Saint-Alexis-de-Montcalm, es un municipio perteneciente a la provincia de Quebec en Canadá. Forma parte del municipio regional de condado (MRC) de Montcalm en la región administrativa de Lanaudière.

## Geografía
Saint-Alexis se encuentra 30 minutos al norte de Montreal en la planicie de San Lorenzo. Limita al noroeste con Sainte-Julienne, al este con Saint-Jacques y al sur con Saint-Esprit. Su superficie total es de 43,13 km², de los cuales 43,10 km² son tierra firme. Los bosques de arces azucareros definen el paisaje local.

## Urbanismo
El pueblo de Saint-Alexis se encuentra al cruce de la carretera nacional  QC 158 , la cual va al oeste a Saint-Esprit y Saint-Jérôme y al este a Saint-Jacques y Joliette, y de la Grande Ligne, que se dirige hacia Sainte-Julienne al norte y hacia Sainte-Marie-Salomé y L'Épiphanie al sur.

## Historia
Hacia 1795, Acadianos originarios de L'Assomption se establecieron en los feudos Bayeul y Martel en la parte norte del señorío Saint-Sulpice. La parroquia católica de Saint-Alexis fue creada en 1851 por separación de la parroquia de Saint-Jacques. El municipio de parroquia de Saint-Alexis, cuyo nombre recuerda el canónigo Alexis-Frédéric Truteau, fue instituido en 1855. La oficina de correos, abierto mismo año, tomó en 1876 el nombre de Saint-Alexis-de-Montclam, nombre usado en el registro informal. El municipio de pueblo de Saint-Alexis fue creado en 1920 por separación del municipio de parroquia. En 2012, los municipios de parroquia y de pueblo de Saint-Alexis fusionaron para formar el municipio actual de Saint-Alexis.

## Política
Saint-Alexis está incluso en el MRC de Montcalm. El consejo municipal se compone del alcalde y de seis consejeros sin división territorial. El alcalde actual (2016) es Robert Perreault, que era alcalde del municipio de parroquia antes de 2012.
|            | 2005-2009 | 2009-2013 | 2013-2017                                                                            |
| Alcalde    | Parroquia: Robert Perreault Pueblo: Adelard Éthier | Parroquia: Robert Perreault Pueblo: Adelard Éthier | Robert Perreault                                                                     |
| Consejeros | Parroquia: Lorraine Alarie-Quesnel Henri Perreault Denis Ricard Louis Ricard Michel Ricard Gaston Wolfe Pueblo: Guy Boucher Serge Chevrette Michel Dufort Suzanne Mailhot Guylaine Perreault Louise Venne | Parroquia: Lorraine Alarie-Quesnel Denis Ricard Louis Ricard Michel Ricard Pascal Thuot Gaston Wolfe Pueblo: Guy Boucher Serge Chevrette Michel Dufort Suzanne Mailhot Guylaine Perreault Louise Venne | Guylaine Perreault Denis Ricard Louis Ricard Michel Ricard Pascal Thuot Gaston Wolfe |

* Consejero al inicio del termo pero no al fin.  ** Consejero al fin del termo pero no al inicio.
El territorio de Saint-Alexis está ubicado en la circunscripción electoral de Rousseau a nivel provincial y de Montcalm  a nivel federal.

## Demografía
Según el censo de Canadá de 2011, Saint-Alexis contaba con 1367 habitantes. La densidad de población estaba de 31,6 hab./km². Entre 2006 y 2011 hubo un aumento de 89 habitantes (7,0 %). En 2011, el número total de inmuebles particulares era de 545, de los cuales 540 estaban ocupados por residentes habituales, otros siendo desocupados o residencias secundarias. El pueblo de Saint-Alexis contaba con 577 habitantes, o 42,2% de la población del municipio, en 2011.
Evolución de la población total, 1991-2015

## Economía
La agricultura es la mayora actividad económica local. Incluye la producción de cereales, de verdura, de leche y de arces azucareros así como la ganadería de puerco y de ave.